# Büyükkavaklı, Adıyaman
Büyükkavaklı là một xã thuộc thành phố Adıyaman, tỉnh Adıyaman, Thổ Nhĩ Kỳ. Dân số thời điểm năm 2011 là 403 người.